# Symfonie nr. 32 (Mozart)
Symfonie nr. 32 in G majeur, KV 318, is een symfonie van Wolfgang Amadeus Mozart. Hij schreef het stuk in 1779.

## Orkestratie
De symfonie is geschreven voor:
- Twee fluiten.
- Twee hobo's.
- Twee fagotten.
- Vier hoorns.
- Twee trompetten.
- Strijkers.

## Delen
De symfonie bestaat drie delen:
- I Allegro spiritoso.
- II Andante.
- III Primo Tempo.